# Heppenheim (Bergstr)
Heppenheim (Bergstr) – stacja kolejowa w Heppenheim (Bergstraße), w kraju związkowym Hesja, w Niemczech. Znajdują się tu 2 perony.